# أودري ماري
أودري ماري (بالإنجليزية: Ashley Miller)‏ هي مصارعة محترفة وعارضة أمريكية، ولدت في 17 سبتمبر 1989 في هيوستن في الولايات المتحدة.

## روابط خارجية
- أودري ماري على موقع CageMatch worker (الإنجليزية)
- أودري ماري على موقع عالم المصارعة على الإنترنت (الإنجليزية)